# Víctor Zamora
Víctor Marcial Zamora Mesía (Moyobamba, San Martín, 18 de enero de 1965) es un político y médico peruano especializado en Gerencia Planificación y Políticas de Salud.  Asumió el cargo de Ministro de Salud del Perú durante el desarrollo de la primera ola de la pandemia de COVID-19 en el Perú.

## Biografía
Estudió Medicina en la Facultad de Medicina de San Fernando (Universidad Nacional Mayor de San Marcos), en la cual obtuvo el título profesional de Médico Cirujano. Obtuvo un Máster en Gerencia, Planificación y Políticas de Salud en el Centro Nuffíeld para la Salud Internacional y el Desarrollo de la Universidad de Leeds en Inglaterra y estudios de posgrado en Economía de la Salud en la Universidad Pompeu Fabra en Barcelona.
Desde 1983 hasta 1991, mientras estudiaba medicina, trabajó como Suboficial de 7ma, auxiliar de enfermería en la Sanidad de la Policía Nacional del Perú.  
En 1992 ingresó al Ministerio de Salud como médico en el Centro de Salud del Distrito de Soritor en la Dirección Regional de Salud en el Departamento de San Martín del cual llegó a ser su director general entre 1995 y 1997 
En 1998 fue designado como Director del Proyecto Vigía del Ministerio de Salud por el ministro Marino Costa Bauer. El proyecto, realizado con la Agencia de los Estados Unidos para el Desarrollo Internacional - USAID, tuvo como objetivo el fortalecimiento de las capacidades del sector salud para la Vigilancia, Prevención y Control de enfermedades infecciosas emergentes y reemergentes. Ejerció el cargo entre 1998 y julio de 2001.
De 2001 a 2004 laboró como Asesor de Sectores Sociales en el DFID Perú, la oficina de cooperación del Departamento para el Desarrollo Internacional del Reino Unido.
Entre 2004 y 2007 trabajó como representante Auxiliar en la oficina en Lima del Fondo de Población de las Naciones Unidas.
Entre 2007 y 2015 trabajó como Asesor Internacional en Servicios y Sistemas de Salud de la Organización Panamericana de la Salud - Organización Mundial de la Salud para Venezuela, Aruba, Curacao, Bonaire, Saba y San Martín (Países Bajos) entre el 2007 y el 2011 y las Bahamas y Islas Turcas y Caicos entre el 2011 y el 2015.
Se ha desempeñado como docente de salud pública en la Universidad Nacional Mayor de San Marcos. Actualmente es profesor de la Universidad Peruana Cayetano Heredia y dicta del curso de Sistemas de Salud Comparados en el MBA de Gestión de Servicios de Salud y es Coordinador Académico del Programa de Especialización de Gobierno y Políticas de Salud de la Escuela de Gobierno y Políticas Públicas de la  Pontificia Universidad Católica del Perú.
En 2018 fue Jefe del Gabinete de Asesores del Ministerio de Desarrollo e Inclusión Social, en la gestión de la ministra Liliana La Rosa.
En 2019 fue Asesor del Viceministerio de Salud Pública del Ministerio de Salud.

## Ministro de Salud
El 20 de marzo de 2020 fue designado como Ministro de Salud por el presidente Martín Vizcarra, en el contexto de contar con un ministro especialista en salud pública para la lucha contra la pandemia de COVID-19 en el Perú.
En una de sus primeras declaraciones, el ministro Zamora afirmó “Tarde o temprano, todos vamos a terminar infectados del coronavirus” lo que generó críticas por diversos especialistas en epidemiología y del Colegio Médico del Perú.
A los pocos días, Zamora, en una entrevista en Canal N, afirmó: “Se vienen dos semanas muy duras y difíciles. Estamos aumentando progresivamente los casos. La epidemia se hará presente en nuestro país en su toda plenitud.”.
El día 10 de abril, el ministro afirmó que: “Un grupo [de infectados por coronavirus] va a morir en el hospital; otro, en la calle, en albergues o en sus casas. Para esto se creará un comando humanitario de levantamiento de cadáveres”.
El 10 de mayo, Zamora se refirió a los profesionales de la salud que están contagiados con COVID-19 y se encuentran en las regiones pidiendo ser trasladados a Lima para recibir atención especializada y dijo: “Tenemos algunas limitaciones en lo logístico y ético, (...) pero desde el punto de vista legal, constitucional, todos los profesionales son igual de ciudadanos que el resto de nosotros”. Horas después, Zamora dijo: “Mi presencia o no en el puesto no cambiará la situación que tenemos frente a la pandemia”. Luego de las declaraciones, diversas bancadas del Congreso de la República pidieron la salida del Ministro y el Colegio Médico del Perú pidió al Presidente Martín Vizcarra que proceda con la remoción del Ministro de Salud.

## Publicaciones
- Historia, Salud y Globalización (2006) Editor, con Marcos Cueto